# Associação Ferroviária de Esportes
Associação Ferroviária de Esportes – brazylijski klub piłkarski z siedzibą w mieście Araraquara leżącym w stanie São Paulo.

## Osiągnięcia
- Wicemistrz trzeciej ligi brazylijskiej (Campeonato Brasileiro Série C): 1994
- Puchar stanu São Paulo (Copa FPF): 2006
- Mistrz drugiej ligi stanu São Paulo (Campeonato Paulista Série A2): 1955, 1966
- Campeonato Paulista do Interior: 1967, 1968, 1969

## Historia
Klub założony został 12 kwietnia 1950 roku przez inżynierów kompanii kolejowej Estrada de Ferro Araraquara. Pierwszym prezesem klubu wybrany został Antônio Tavares Pereira Lima. Zdecydowano, że barwy klubu będą niebiesko-białe. Wkrótce jednak zmieniono barwy na karminowo-białe, na wzór klubu Juvetus.
Swój pierwszy mecz klub rozegrał 13 maja 1951 roku pokonując 3:1 klub Mogiana z miasta Campinas. Pierwszą bramkę dla Ferroviária zdobył Fordinho.
Stadion klubowy Estádio Fonte Luminosa oddano do użytku 10 czerwca 1951 roku. Tego dnia Ferroviária rozegrał mecz ze słynnym CR Vasco da Gama przegrywając 0:5.
Swój pierwszy derbowy mecz z drużyną z tego samego miasta Ferroviária rozegrał 1 lipca 1951 roku z klubem Paulista Araraquara przegrywając aż 0:4.
W finałowym etapie drugiej ligi Campeonato Paulista Ferroviária pokonał 15 kwietnia 1956 roku Botafogo Ribeirão Preto 6:3 i uzyskał awans do pierwszej ligi. W ostatnim meczu tych rozgrywek Ferroviária pokonał 5:4 klub Portuguesa Santista Santos.
W roku 1983 Ferroviária grała w pierwszej lidze brazylijskiej (Campeonato Brasileiro Série A), gdzie zajęła 12. miejsce.
W roku 1994 klub zdobył wicemistrzostwo trzeciej ligi brazylijskiej (Campeonato Brasileiro Série C), przegrywając w finale z klubem Novorizontino – najpierw była porażka 0:1 u siebie, a następnie aż 0:5 w Novo Horizonte. Wicemistrzostwo trzeciej ligi dało awans do drugiej ligi (Campeonato Brasileiro Série B).